# Wetzlar
Wetzlar (do leta 1979-1981 uradno Lahn) je mesto, ki leži ob reki Lahn na severu zvezne dežele Hessen v zahodno-osrednji Nemčiji.
Leta 2005 je mesto imelo 53.000 prebivalcev na 75,67 km². V letu 2007 je v Wetzlarju ter v drugih mestih potekalo Svetovno prvenstvo v rokometu.

## Pobratena mesta
- Colchester, Združeno kraljestvo
- Avignon, Francija,
- Siena, Italija
- Ilmenau, Nemčija
- Berlin-Neukölln, Nemčija
- Schladming, Avstrija
- Písek, Češka